# غيلداغانا
جلداغان (بالروسية: Гелдаган) هي مدينة في جمهورية الشيشان في روسيا.